# Случај Топчидер
Случај Топчидер је назив који се користи у медијима за истрагу о смрти двојице гардиста Војске Србије и Црне Горе Драгана Јаковљевића и Дражена Миловановића. Јаковљевић и Миловановић су погинули 5. октобра 2004, док су били на стражи у близини војног подземног склоништа „Караш“.
Прва истрага коју је извршила војна комисија на челу са Вуком Туфегџићем закључила је да је Јаковљевић убио Миловановића, да би потом извршио самоубиство, приликом чега је испаљено 20 метака. Међутим, независна комисија која је формирана на иницијативу Високог савета одбране СЦГ, на чијем челу је био Божидар Прелевић, закључила је да је гардисте убила трећа особа, и одбацила могућност да је Јаковљевић извршио самоубиство. Налазе ове комисије потврдила је и лабораторија ФБИ „Квантико“ у Вашингтону, која је након балистичког вештачења такође саопштила да је гардисте убила трећа особа. Судско-медицинско вештачење Љубише Драговића из 2008. такође одбацује могућност самоповређивања или самоубиства.
Различити закључци истрага, неутврђени мотиви, али и сам објекат Караш, ратни бункер са многим елементима тајности, изазвали су велико интересовање медија и јавности за случај. Ово је довело до појаве великог броја теорија и верзија о томе шта се заправо десило гардистима. Тако је недељник Време још у октобру 2004. писао да је „чаршија успела да састави бар десетак верзија топчидерске мистерије“.

## Смрт гардиста
Драган Јаковљевић и Дражен Миловановић погинули су 5. октобра 2004. у време док су били на стражи у ограђеном војном простору у близини улице Теодора Драјзера. Обојица су имали по две прострелне и једну устрелну рану од ватреног оружја. Њихова тела пронађена су 5. октобра у 9 сати ујутро.
Поред Миловановића и Јаковљевића, тога јутра је у патроли био и војник Папић. Када је Миловановић кренуо у обилазак објекта питао је Јаковљевића и Папића који од њих двојице ће ићи с њим. Према извештају независне комисије, Папић се први јавио, али је затим Јаковљевић рекао да ће ићи он, док је Папић остао на улазу.
Војници који су били у близини чули су шест појединачних хитаца, и након паузе још два или три кратка рафала. Први који су дошли до гардиста били су старији водник Марко Ковачевић и водник Иван Павловић. За то им је према изјави Врховног војног тужиоца Николе Петковића било потребно пет или шест минута.

## Истрага војних истражних органа
Непосредно након смрти гардиста, истрагу је водио истражни судија Војног суда у Београду, Вук Туфегџић. Према првим резултатима истраге, који су објављени три дана након смрти војника, утврђено је да су војници погинули „као последица рањавања од оружја које су дужили и да нема учешћа трећег лица“.
Утврђено је такође да су оба војника пуцала, и да је из једне пушке испаљено 14 а из друге 6 метака. Такође је утврђено да је зрно које је пронађено у телу Дражена Миловановића испаљено из „апсолутног прислона“. Први резултати истраге нису дали одговор о мотивима пуцњаве.
Војни истражни органи су на крају закључили да је Јаковљевић убио Миловановића а затим извршио самоубиство, иако су на почетку претпостављали да је Миловановић убио Јаковљевића. Касније се испоставило да је други случај теоријски немогућ због природе рана које је имао Миловановић.
Председник независне комисије Божо Прелевић касније је изјавио да су војни органи имали три верзије догађаја, а да су само две представили јавности. По првој верзији Јаковљевић и Миловановић су се међусобно поубијали, по другој верзији Миловановић је убио Јаковљевића, а затим извршио самоубиство, а по трећој верзији, Јаковљевић је убио Миловановића а затим извршио самоубиство. Врховни војни тужилац Никола Петковић касније је демантовао да су војноистражни органи имали три верзије догађаја, и навео да су имали само једну верзију која је објављена.

## Истрага „независне комисије“
„Независна комисија“ за испитивање узрока смрти двојице гардиста објавила је извештај који се у најважнијим закључцима у потпуности разликује од извештаја војноистражних органа. Закључак експерата судске медицине који су били у саставу независне комисије је да Јаковљевић није извршио самоубиство, већ да је убијен:
| „ | Оно што нам није логично, са искуством од више хиљада обдукција, докторирања баш на овој проблематици, да неко извршава самоубиство, а да једноставно не приближи уста цеви телу, већ да се налази у потпуно неприродном положају, а посебно он не може никако, да тако чврсто држи пушку да направи три паралелна канала. То искључује самоубиство, то смо доказали експериментима и на пробном испаљивању. | ” |

Према мишљењу експерата комисије, ако се ради о самоубиству, онда се код појединачне паљбе пада већ након првог хица и нису могуће друге повреде, док код рафалне паљбе паралелни канали (врста рана код Јаковљевића) нису могући. Комисија је такође утврдила да је Јаковљевић први убијен.
Војни истражни судија Вук Туфегџић критиковао је налазе комисије, оценивши да њен налаз да је у пуцњави учествовало треће лице није утврђен ниједним трагом или доказом. Он је такође изнео и низ замерки на стручност експерата који су били у саставу комисије.

## Вештачење лабораторије „Квантико“
Дана 14. марта 2005, истражни судија Драган Лазаревић обавио је нови увиђај у касарни, а по тужби против непознатих особа због убиства. С обзиром на супротстављене налазе војне и независне комисије, 28. децембра 2005. издата је наредба за вештачење треће стране. Сви налази вештака су уступљени лабораторији ФБИ „Квантико“ која је требало да изврши супервештачење. Налази су у лабораторију стигли тек 16. новембра 2006. Лабораторија је у октобру 2007. године послала балистички налаз, без мишљења и судско-медицинског вештачења. Овај налаз је у априлу 2008, путем видео-линка допунио и образложио вештак из лабораторије „Квантико“ Стив Кастер. Према овом налазу ниједан од гардиста није извршио самоубиство, већ их је убила трећа особа. Драган Јаковљевић је према овом налазу, убијен са раздаљине од 3,3 метра.
Према балистичком налазу из лабораторије „Квантико“, сви хици осим једног су на војнике испаљени са растојања од 3,35 метара. Лабораторија није била у могућности да обави судско-медицинско вештачење, већ само балистичко.

## Вештачење Љубише Драговића
С обзиром да лабораторија „Квантико“ није била у могућности да обави судско-медицинско вештачење, већ само балистичко, предмет је по наредби судије Окружног суда у Београду достављен на вештачење Љубиши Драговићу, стручњаку неуропатологије и форензичке патологије који је тада био на челу Одељења за форензичку патологију и медицинска истраживања Округа Мичиген. Њему је предмет на вештачење достављен у мају 2008. године, а његов налаз и мишљење суду су достављени у новембру исте године.
Према налазима овог вештачења, гардисте је убила трећа особа. Драговић је касније изјавио да је његово вештачење узело у обзир све доказе који су прикупљени од почетка истраге, и да на основу тога „нема говора о теоријама које укључују самоповређивање или самоубиство“.